# (14792) Thyestes
(14792) Thyestes (1973 SG1) – planetoida z grupy trojańczyków okrążająca Słońce w ciągu 11,69 lat w średniej odległości 5,15 j.a. Odkryta 24 września 1973 roku.